# Urraca, caçador de rojos
Urraca, caçador de rojos és una pel·lícula documental de 2022 dirigida per Pedro de Echave i Felip Solé, produïda per Quindrop Produccions Audiovisuals i Sègula Films, en coproducció amb Televisió de Catalunya, Televisió Espanyola i IB3 Televisió, així com el suport del Departament de Cultura, Patrimoni i Política Lingüística del Consell de Mallorca. L'obra està enregistrada en clau de thriller, il·lustrat amb fotografies i imatges d'arxiu inèdites o poc conegudes, així com animacions realitzades en 2-D, per tal de generar un ambient idoni de recreació històrica.

## Argument
El documental narra la vida i trajectòria del policia franquista Pedro Urraca Rendueles, l'agent E-8001 de la Gestapo que va rebre el sobrenom de «Caçador de rojos». Després del reeixit cop d'estat feixista de 1936, va ser enviat a l'ambaixada espanyola de París, punt des d'on va desplegar la maquinària repressiva contra els exiliats republicans que vivien tant a la França ocupada pels nazis com al Govern de Vichy. Si bé va fracassar en l'intent de detenir i extradir al president de la República espanyola Manuel Azaña, que va passar els seus darrers dies de vida emparat per la diplomàcia mexicana al poble occità de Montalban, va obtenir els resultats esperats en la detenció i extradició del president de la Generalitat de Catalunya Lluís Companys, que es trobava amb la seva muller a la localitat bretona d'Ar Baol-Skoubleg. També va ser el responsable de la detenció del sindicalista i polític Joan Peiró o els periodistes socialistes Julián Zugazagoitia i Francesc Cruz Salido. Un cop van arribar a l'Espanya franquista, tots ells van ser jutjats sumaríssimament i afusellats per les autoritats.
Paral·lelament, el documental explica en boca dels seus descendents, especialment la seva neta Loreto, la crònica d'una herència maleïda, estigmatitzada en el seu cognom, que amb dignitat i humilitat es desmarca, denuncia i repudia la figura criminal del seu avi.

## Repartiment
Els principals participants en el documental són:
- Jean-Louis Urraca, fill de Pedro Urraca
- Loreto Urraca, neta de Pedro Urraca
- Gemma Aguilera, periodista d'investigació del cas

## Estrena i recepció
El documental es va estrenar, de forma gratuïta, a les 21 hores del 8 de novembre de 2022, a la cerimònia d'obertura del Festival Internacional de Cinema Memorimage de Reus. Una hora després, es va estrenar simultàniament en obert a les emissores de televisió de TV3 (a les 22:05 hores al programa Sense Ficció) i IB3 (a les 22:15 hores). El dia de l'estrena a TV3, l'emissora va tornar a ser la cadena més vista a Catalunya amb una quota del 15,7% i el documental va ser el quart programa més vist de TV3 amb 319.000 espectadors, un 16,1% de quota i líder de la franja. Un cop emès, el documental va rebre comentaris positius de la crítica.